# Нова Ліґота
Нова Ліґота (пол. Nowa Ligota, нім. Neu Ellguth) — село в Польщі, у гміні Олесниця Олесницького повіту Нижньосілезького воєводства.
Населення — 76 осіб (2011).
У 1975-1998 роках село належало до Вроцлавського воєводства.

## Демографія
Демографічна структура станом на 31 березня 2011 року:
|          | Загалом | Допрацездатний вік | Працездатний вік | Постпрацездатний вік |
| -------- | ------- | ------------------ | ---------------- | -------------------- |
| Чоловіки | 38      | 9                  | 27               | 2                    |
| Жінки    | 38      | 7                  | 26               | 5                    |
| Разом    | 76      | 16                 | 53               | 7                    |